# バイオレンスファイト
『バイオレンスファイト』 (Violence Fight) は、1989年にタイトーから稼働されたアーケード用対戦型格闘ゲームである。
路上でのストリートファイトを題材にしており、4人の主人公から1人を選択し、格闘によって勝ち抜いていくシステムとなっている。
家庭用は日本国内ではPlayStation 2用ソフト『タイトーメモリーズ 下巻』（2005年）に収録された他、北米や欧州ではPlayStation 2、Xbox、Windows用ソフト『Taito Legends 2』（2006年）に収録。また、2024年にはアーケードアーカイブスの1作品としてPlayStation 4とNintendo Switchで配信された。

## ゲーム内容
8方向レバーと3ボタン（パンチ、ジャンプ、キック）でキャラクターを操作する。
使用キャラクターは全部で4人。2P対戦時には同キャラクター戦も可能。
全6ステージで、ステージ4とステージ5にはCOM専用キャラクターが登場し、最終ステージでは同キャラクター戦になる。プレイヤーが2回勝てば次のステージへ進める。
2ステージクリアすると虎と対決するボーナスステージがあるが、かなり難しい。

## 登場キャラクター
本作のキャラクターはカプコンの『ストリートファイター』やSNKの『餓狼伝説』と同様に全て男性で占められている。

### プレイヤーキャラクター
バッド・ブルー（Bad Blue）
平均的な能力のキャラクター。流派はストリートファイト。
ベン・スミス（Ben Smith）
頭部にバンダナを巻いた黒人。ボクシングをベースにした技を使う。
リック・ジョー（Rick Joe）
肥満気味の体格をしているパワー重視の格闘家。流派はレスリング。
リー・チェン（Lee Chen）
中国系アメリカ人のカンフー使い。中華服を身に纏っている。

### ボスキャラクター
ロン・マックス（Ron Max）
スキンヘッドで肥満気味の男。ヘッドバットが得意技。
トニー・ウォン（Tony Won）
パンクスの格好をした長身の黒人。時々チェーンでプレイヤーキャラクターをはたく。

## 移植版
| No. | タイトル                                 | 発売日                                              | 対応機種                      | 開発元                  | 発売元                       | メディア                                | 型式                      | 備考                   |
| --- | ---------------------------------------- | --------------------------------------------------- | ----------------------------- | ----------------------- | ---------------------------- | --------------------------------------- | ------------------------- | ---------------------- |
| 1   | タイトーメモリーズ 下巻                  | 2005年8月25日                                       | PlayStation 2                 | タイトー                | タイトー                     | DVD-ROM                                 | SLPM-66092                | -                      |
| 2   | Taito Legends 2                          | 2006年3月31日 PS2: 2007年5月16日 Win: 2007年7月28日 | PlayStation 2 Xbox Windows    | タイトー                | Empire Interactive Destineer | DVD-ROM                                 | PS2 SLES-53852 SLUS-21349 | Xbox版は欧州のみの発売 |
| 3   | タイトーメモリーズ 下巻 TAITO BEST       | 2006年9月7日                                        | PlayStation 2                 | タイトー                | タイトー                     | DVD-ROM                                 | TCPS-10164                | 廉価版                 |
| 4   | タイトーメモリーズ 下巻 エターナルヒッツ | 2007年6月28日                                       | PlayStation 2                 | タイトー                | タイトー                     | DVD-ROM                                 | SLPM-66776                | 廉価版                 |
| 5   | バイオレンスファイト                     | 2022年3月2日                                        | イーグレットツー ミニ         | 瑞起 ※本体の開発元      | タイトー                     | プリインストール                        | -                         |                        |
| 6   | バイオレンスファイト                     | 2024年10月17日                                      | PlayStation 4 Nintendo Switch | ハムスター （移植担当） | ハムスター                   | ダウンロード （アーケードアーカイブス） | -                         |                        |

## スタッフ
- ゲーム・プログラム：石指武、井上ゆみ
- ゲーム・デザイン：さかもとゆきひこ
- PCBデザイン：高橋栄吉
- サウンド・デザイン：高木正彦、山田靖子、渡部恭久、チームZUNTATA
- キャビネット・デザイン：永井寛保
- キャラクター・デザイン：はざまけんじ、伏屋一勝、山田たかし、河本憲孝、川岸誠治、おおまえこうじ、光岡玲子、もりもとみなこ
- スペシャル・サンクス：みちあいなつお、河野敏男

## バージョンアップ版
バイオレンスファイトのリリースから2年後の1991年に、そのバージョンアップ版となる『ソリタリーファイター』 (Solitary Fighter)が海外でのみリリース。主な変更点は、基板がリリース時期的にF2システムになり、ボスキャラクターを含めた6名が使用可能になった。
家庭用版は2023年8月31日に発売されたNintendo Switch用ソフト『タイトーマイルストーン2』に収録され、家庭用初移植となった。また、同年12月28日にアーケードアーカイブスの1作品としてPlayStation 4版とNintendo Switch版が配信、アーケードアーカイブス版は「こだわり設定」にてゲームの操作性を向上させる事が可能。